# Східнокитайське море

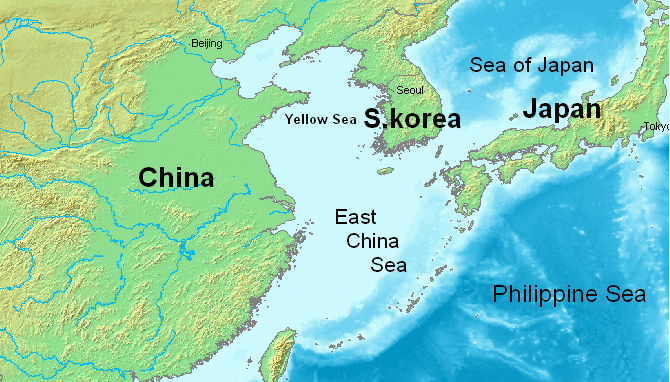
Мапа Східнокитайського моря

Східнокитайське море (кит. трад. 東海, спр. 东海, піньїнь: Dōng Hǎi, кор. 동중국해, яп. 東シナ海) — напівзамкнуте море Тихого океану між узбережжям Китаю і островами Рюкю і Кюсю (Японія).

## Загальний опис
Площа — 836 тис. км².
Найбільша глибина — 2 719 м.
Середня температура води в лютому від 7 до 16 °C, у серпні 27—28 °C.
Солоність води 30—34,5 ‰, у гирлах річок — 5—10 ‰.
Припливи півдобові (до 7,5 м).
Найбільша річка, що впадає в Східнокитайське море — Янцзи.
На півночі море відкрито у Жовте море, на північному сході з'єднується Корейською протокою з Японським морем, на південному заході — Тайванською протокою з Південнокитайським морем.
Рельєф дна біля західного берега Східнокитайського моря нерівний, але глибини тут невеликі, біля берега майже повсюдно мілини. На мілинах і поблизу островів небезпечні для судноплавства скелі, рифи і банки. Особливо небезпечні води на підході до гирла річки Янцзи і в районі архіпелагу Чжоушань. Підводні небезпеки помітити крізь товщу води важко, оскільки вода в зазначених районах каламутна. Деякі із них можна помітити по припливних сувоях і бурунах, що утворюються над ними. У районі є великі малодосліджені ділянки, де можуть бути небезпечні скельні й донні утворення, не показані на картах. Ґрунт на півночі моря переважно мулистий, подекуди в поєднанні з піском, черепашкою і каменем.
Землетруси, які раптово змінюють рельєф дна океану (скиди, обвали, зсуви), викликають моретруси, під час яких утворюються поперечні й поздовжні хвилі. Поперечні хвилі викликають появу на поверхні води хаотично рухомих хвиль і відчуваються на судах у вигляді ударів і струсів корпусу, подібно тим, які відчуває судно при посадці на мілину. Поздовжні хвилі, що виникають під час моретрясіння, називаються морськими сейсмічними хвилями, або цунамі. Зазвичай цунамі являють собою серію з 3—9 хвиль, що поширюються зі швидкістю 100—300 км на годину від епіцентру землетрусу, з інтервалами 10—30 хв. Довжина цих хвиль 30—100 км, а висота 3—5 м; тому вони не чинять ніякої дії на судна у відкритому океані. Руйнівний ефект цунамі проявляється у відкритих берегів і з особливою силою в глибоких воронкоподібних бухтах і затоках, які мають широкі входи й глибини що поступово зменшуються.
Район моря недостатньо обладнаний засобами навігації. Берегові засоби навігаційного обладнання встановлені головним чином на підходах до портів, на берегах проток, якими часто користуються великі судна, і на деяких мисах, що є основними орієнтирами при підході до берега. Плавуче огородження виставляється тільки на фарватерах, що ведуть у порти, і в гирлах великих судноплавних річок.
Мореплавці повинні враховувати, що на надійність розташування буїв, а також на сувору сталість характеристик навігаційних вогнів повністю покладатися не можна.
Східнокитайське море багате біологічними ресурсами. Об'єктом промислового рибальства є оселедець, сардини, також ведеться вилов краба, омарів, збір трепанга, морських водоростей.

## Межі моря
Міжнародна гідрографічна організація так визначає межі Східнокитайського моря::
- На півдні: північна межа Південнокитайського моря, від мису Фукі (північна точка острова Тайвань) через острів Кіушан до південної точки острова Хайтаньдао (Пінтань) (25° 25' пн. ш.) і далі на захід з паралелі 25° 24' пн. ш. до материкової частини провінції Фуцзянь, від мису Сантьяго (крайня північно-східна точка острова Тайвань) до точки на заході острова Йонаґуні і далі до острова Хатерума (24°03′ пн. ш. 123°47′ сх. д. / 24.050° пн. ш. 123.783° сх. д.).
- На сході: лінія від острова Хатерума проходить через острови Міяко до крайньої східної точки острова Міяко, а звідти до мису Окінан на півдні острова Окінава, через цей острів до острова Адакосіма (Ada-Ko Sima), далі до східної точки острова Кікай (28° 20' пн. ш.), далі через острів Танеґасіма (30° 30' пн. ш.) на північ до Хі-Сакі (31° 17' пн. ш.) на острові Кюсю.
- На півночі: лінія від мису Номо (32° 35' с. ш.) на острові Кюсю до південної точки острова Фукуе (острови Ґото) і через острів до мису Осе, далі на захід до південної точки острова Чеджу, через цей острів до його західної точки й звідти по паралелі 33° 17' пн. ш. на материк.
- На заході: материкова частина Китаю.

## Клімат
Акваторія моря лежить в субтропічному кліматичному поясі (зона мусонів). Улітку переважають тропічні повітряні маси, взимку — помірні. Значні сезонні амплітуди температури повітря і розподілу атмосферних опадів. Сезон дощів припадає на літній період, взимку можливі снігопади. Через море проходить тепла течія Куросіо.

## Біологія
Акваторія моря утворює окремий однойменний морський екорегіон бореальної тихоокеанської зоогеографічної провінції. У зоогеографічному відношенні донна фауна континентального шельфу й острівних мілин до глибини 200 м відноситься до північної субтропічної зони, а півдня й сходу — до індо-пацифічної тропічної.

## Основні порти
- Китай:
  - Шанхай
  - Ханчжоу
  - Нінбо
  - Цзілун
  - Нанкін
- Японія:
  - Нагасакі
  - Сасебо